# Xerospermophilus mohavensis
Xerospermophilus mohavensis är en däggdjursart som beskrevs av Clinton Hart Merriam 1889. Den ingår i släktet Spermophilus och familjen ekorrar. Inga underarter finns listade i Catalogue of Life.

## Taxonomi
Arten har tidigare förts till släktet sislar (Spermophilus), men efter DNA-studier som visat att arterna i detta släkte var parafyletiska med avseende på präriehundar, släktet Ammospermophilus och murmeldjur, har det delats upp i flera släkten, bland annat Xerospermophilus.

## Beskrivning
Ovansidan är enfärgat brun till brunskär, utan några markeringar. Öronen är små, och omgivna av en ljus ring. Svansens ovansida är gråbrun, och undersidan är krämvit. Kroppslängden är 21 till 23 cm, inklusive den 5,7 till 7,2 cm långa svansen. Vikten varierar mellan 165 och 300 g före sommarvilan, och mellan 70 och 80 g efter.

## Ekologi
Arten förekommer i sand- och grusöken på höjder mellan 610 och 1 800 m och med växtlighet i form av någon av buskarna Larrea tridentata, Atriplex confertifolia eller den trädartade Yucca brevifolia. Bona är underjordiska, och det förekommer att samma individ använder flera olika bon. Under den torra årstiden, augusti till februari eller mars, då tillgången på föda är dålig, sover arten sommarsömn.

### Föda
Födan består av frön, frukter, gröna växtdelar och svamp; arten kan även äta as och leddjur som skalbaggar.

### Fortplantning
Lektiden omfattar februari och mars. Efter en dräktighet på 29 till 30 dygn får honan en kull med 4 till 9 ungar, som hon diar i drygt en månad. Under mycket torra år förökar sig inte arten.

## Utbredning
Det fragmenterade utbredningsområdet omfattar delar av nordvästra Mojaveöknen i Kalifornien. Arten är sällsynt i hela sitt utbredningsområde.

## Status
IUCN kategoriserar arten globalt som sårbar, och populationen minskar. Främsta orsaken är habitatförlust till följd av civil och militär byggnation, uppodling, konvertering till betesmarker och energiproduktion.